# Ministre des Travaux publics (Canada)
Le ministre des Travaux publics (en anglais : Minister of Public Works) était le ministre responsable de la construction et de l'entretien des biens appartenant au gouvernement du Canada, notamment les infrastructures et bâtiments publics ainsi que la voirie sous juridiction fédérale.
Le poste n'est plus utilisé en pratique depuis le 24 juin 1993 lorsque Kim Campbell choisit de réduire le nombre de ministres composant son cabinet et nomme Paul Dick simultanément ministre des Travaux publics et ministre des Approvisionnements et des Services avec titre de ministre des Travaux publics et des Services gouvernementaux.

## Historique

### Réorganisations de 1993

#### Cabinet de Kim Campbell (juin 1993)
Lors de l'entrée en fonction de Kim Campbell au poste de première ministre du Canada, celle-ci initie une réorganisation gouvernementale d'ampleur.
Paul Dick est nommé simultanément ministre des Travaux publics et ministre des Approvisionnements et Services. Au même moment, le ministère des Travaux publics est absorbé en totalité par le ministère des Approvisionnements et Services.

#### Cabinet de Jean Chrétien (novembre 1993)
Jean Chrétien, élu premier ministre à l'issue des élections fédérales de 1993 choisit de maintenir un ministre unique pour les travaux publics et les services gouvernementaux.
David Dingwall est ainsi nommé ministre des Travaux publics et des Services gouvernementaux, les titres de ministre des Travaux publics et ministre des Approvisionnements et Services tombent définitivement en désuétude.

### Abolition (1996)
L'abolition du poste est officialisée le 12 juillet 1996 à l'entrée en vigueur de la Loi constituant le ministère des Travaux publics et des Services gouvernementaux et modifiant ou abrogeant certaines lois,.

## Liste des titulaires
| Titulaire Parti | Titulaire Parti                                      | Début             | Fin               | Cabinet        |
| --------------- | ---------------------------------------------------- | ----------------- | ----------------- | -------------- |
|                 | George McIlraith Libéral                             | 20 avril 1968     | 5 juillet 1968    | 20e (Trudeau)  |
|                 | Arthur Laing Libéral                                 | 5 juillet 1968    | 27 janvier 1972   | 20e (Trudeau)  |
|                 | Jean-Eudes Dubé Libéral                              | 28 janvier 1972   | 7 août 1974       | 20e (Trudeau)  |
|                 | Charles Drury Libéral                                | 8 août 1974       | 13 septembre 1976 | 20e (Trudeau)  |
|                 | Judd Buchanan Libéral                                | 14 septembre 1976 | 23 novembre 1978  | 20e (Trudeau)  |
|                 | André Ouellet Libéral                                | 24 novembre 1978  | 3 juin 1979       | 20e (Trudeau)  |
|                 | Erik Nielsen Progressiste-conservateur               | 4 juin 1979       | 2 mars 1980       | 21e (Clark)    |
|                 | Paul Cosgrove (en) Libéral                           | 3 mars 1980       | 29 septembre 1982 | 22e (Trudeau)  |
|                 | Roméo LeBlanc Libéral                                | 30 septembre 1982 | 29 juin 1984      | 22e (Trudeau)  |
|                 | Charles Lapointe Libéral                             | 30 juin 1984      | 16 septembre 1984 | 23e (Turner)   |
|                 | Roch LaSalle Progressiste-conservateur               | 17 septembre 1984 | 29 juin 1986      | 24e (Mulroney) |
|                 | Stewart McInnes (en) Progressiste-conservateur       | 30 juin 1986      | 7 décembre 1988   | 24e (Mulroney) |
|                 | Otto Jelinek (par intérim) Progressiste-conservateur | 8 décembre 1988   | 29 janvier 1989   | 24e (Mulroney) |
|                 | Elmer MacKay (en) Progressiste-conservateur          | 30 janvier 1989   | 24 juin 1993      | 24e (Mulroney) |
|                 | Paul Dick Progressiste-conservateur                  | 25 juin 1993      | 3 novembre 1993   | 25e (Campbell) |
|                 | David Dingwall Libéral                               | 4 novembre 1993   | 24 janvier 1996   | 26e (Chrétien) |
|                 | Diane Marleau Libéral                                | 25 janvier 1996   | 11 juillet 1996   | 26e (Chrétien) |